# Hugo van Zuylen van Nijevelt (1781-1853)
Hugo baron van Zuylen van Nijevelt, heer van Nieuw-Beijerland en 's-Gravenambacht (Rotterdam, 7 juli 1781 – 's-Gravenhage, 18 maart 1853) was een Nederlands diplomaat en minister.

## Familie
Van Zuylen was een zoon van mr. Jacob van Zuylen van Nyevelt (1739-1805), wethouder van Rotterdam, en Adriana Maria Cornets de Groot (1746-1816). Hij trouwde in 1823 met jkvr. Cornelia Adriana Boreel (1796-1875), dame du palais van koningin Sophie, dochter van jhr. mr. Jacob Boreel, heer van Hogelanden, 8e baronet (1768-1821) en Johanna Margaretha Munter (1772-1846). Zij kregen een dochter die nog geen één jaar oud werd.

## Loopbaan
Hij was een aristocraat van de oude stempel, wiens loopbaan in de Bataafse Tijd begon en eindigde na de omwenteling van 1848. Hij was de zoon van een Rotterdamse regent en nazaat van Hugo de Groot. Hij was advocaat bij het Hof van Gelderland en daarna in Parijs secretaris van legatie onder ambassadeur Brantsen. Hij was in de Franse tijd enige tijd gezant in Madrid. Hij keerde in 1810 terug. In 1811 was hij adjunct-maire te Rotterdam. In 1813 werkte hij ijverig mee aan het afwerpen van het Franse juk en werd lid van het voorlopig bestuur van Rotterdam. In 1814 werd hij diplomatiek commissaris bij de legers der Verenigde Mogendheden in België en buitengewoon gezant aan het Hof van Zweden. Dezelfde functie kreeg hij in 1816 in Madrid. Hier bracht hij een verbond tot stand tot beteugeling van de zeeroverij. Van 1825-1829 was hij gezant te Konstantinopel. Daar bracht hij een kostbare verzameling munten en gesneden stenen bijeen voor het Koninklijke Kabinet. Van 1831 tot en met 1833 was hij gezant in Engeland. Daar voerde hij onderhandelingen over de afscheiding van België. Na terugkeer in het vaderland werd Van Zuylen van Nijevelt minister van Hervormde Eredienst (1842 - 1848) en tijdelijk van Buitenlandse Zaken, als opvolger van Verstolk van Soelen.
- Biografisch Portaal: 07063030
- Digitale Bibliotheek voor de Nederlandse Letteren: zuyl007
- Gemeinsame Normdatei: 117027367
- International Standard Name Identifier: 0000 0000 1021 947X
- Parlement.com: vg09llszqeqw
- Virtual International Authority File: 6350147270565435700004